# Loma Verde (General Paz)
Loma Verde es una localidad del partido de General Paz, provincia de Buenos Aires, Argentina.

## Ubicación
La localidad se encuentra comunicada con la ruta provincial 215.
Se ubica a 26 km al oeste de la ciudad de Brandsen.
El camino más cercano a Ranchos, ciudad cabecera del partido, es a través de la ruta provincial 215 hasta Brandsen, para luego seguir por la ruta provincial 29 hasta el acceso de Ranchos. Son 72 km en total.
Actualmente esta pavimentada la ruta provincial 58 que une Loma Verde con Ranchos a solo 32 km aproximadamente.(2018)

## Geografía

### Población
Cuenta con 657 habitantes (Indec, 2010), lo que representa un incremento del 10 % frente a los 596 habitantes (Indec, 2001) del censo anterior.
| Gráfica de evolución demográfica de Loma Verde entre 1991 y 2010 |
|                                                                  |
| Fuente: Censos nacionales del INDEC                              |

### Sismicidad
La región responde a las subfallas «del río Paraná», y «del río de la Plata», y a la falla de «Punta del Este», con sismicidad baja; y su última expresión se produjo el 5 de junio de 1888 (137 años), a las 3.20 UTC-3, con una magnitud aproximadamente de 5,0 en la escala de Richter (terremoto del Río de la Plata de 1888).
La Defensa Civil municipal debe advertir sobre escuchar y obedecer acerca de
Área de
- Tormentas severas, poco periódicas, con Alerta Meteorológico
- Baja sismicidad, con silencio sísmico de 137 años
- 30/11/2018 a las 10.27 a. m. sismo de 3.2 grados (Usgs) con epicentro en Loma Verde

## Ferrocarril
Era una parada del Ferrocarril Provincial de Buenos Aires. Desde su estación ferroviaria pasaban los ramales a La Plata, Mira Pampa, Azul y Loma Negra.

## Transporte
- Unión platense